# Amtosaurus
Amtosaurus („ještěr z Amtgaj“) byl rod ptakopánvého, možná ankylosauridního dinosaura, který žil v době před 90 miliony let v období svrchní křídy (geologický věk cenoman až santon, před 100 až 85 miliony let) na území současného Mongolska a Uzbekistánu.

## Popis
Fosilie v podobě izolované lebky (katalogové označení PIN 3780/2) byly objeveny v souvrství Bajn Šire na území Jihogobijského ajmagu. Dinosaurus byl formálně popsán dvojicí ruských (sovětských) paleontologů v roce 1978, typový druh je Amtosaurus magnus. V roce 2002 stanovil Averjanov nový druh Amtosaurus archibaldi ze souvrství Bissekty, o dva roky později však po přehodnocení jeho systematické pozice dostal své vlastní rodové jméno Bissektipelta archibaldi.